# میدان هفتم تیر

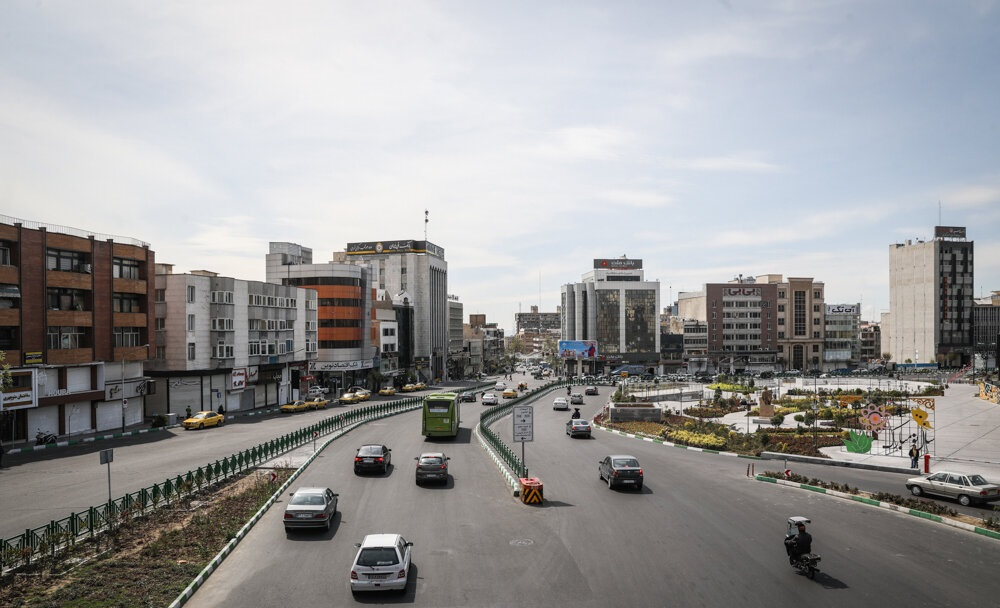
میدان هفتم تیر، تهران

میدان هفتم تیر که پیش از انقلاب ۱۳۵۷ با نام میدان بیست و پنج شهریور (سالروز آغاز پادشاهی محمدرضا پهلوی) خوانده می‌شد.  اینجا یکی از میادین مهم شهر تهران است که در محدودهٔ منطقه ۷ جای گرفته‌است. این میدان از سمت جنوب با خیابان شهید مفتح و از سمت غرب با بلوار کریم‌خان زند و خیابان قائم مقام فراهانی و از سمت شمال با خیابان شهید مفتح، بهارشیراز و بزرگراه شهید مدرس در پیوند است. ایستگاه تقاطعی خط ۱ و ۶ متروی تهران به نام شهدای هفتم تیر در جنوب این میدان قرار گرفته‌است. مساحت این میدان نزدیک به ۳۳٬۰۰۰ متر مربع است. وجه تسمیه این میدان به حادثه بمب‌گذاری در دفتر مرکزی حزب جمهوری اسلامی در ۷ تیر ۱۳۶۰ مربوط است.

## خطوط حمل و نقل عمومی

### مترو
ایستگاه متروی شهدای هفتم تیر مربوط به خط یک (میدان تجریش به کهریزک) در سال ۸۱ به بهره‌برداری رسیده و با خط ۶ مترو (حرم حضرت عبدالعظیم به کوهسار) ایستگاه تقاطعی دارد و جهت استفاده مسافران در دسترس می‌باشد.

### اتوبوسرانی
از قدیم الایام خطوط اتوبوسرانی مختلفی از این میدان تردد داشتند لیکن اولین گروه خطوط اتوبوسرانی در سال ۷۱ همزمان با اصلاح خطوط قدیمی به مقاصد میدان قدس، میدان پیروز، میدان اختیاریه و میدان تجریش به همراه خطوط دیگری به مقصد میدان امام خمینی و میدان انقلاب دائر شدند بعدها خطوط دیگری به مقصد میدان نوبنیاد، میدان رسالت، بلوار میرداماد، میدان صنعت، پارک سوار شهید محلاتی، میدان شهداء، میدان راه‌آهن، پایانه آزادی و فلکه دوم صادقیه به آنها اضافه شد که در حال حاضر تعدادی از خطوط حذف و خطوط ذیل برقرار می‌باشند:
- خط ۲۷۷ میدان شهدای هفتم تیر به بلوار نیکنام
- خط ۲۷۸ میدان شهدای هفتم تیر به پایانه (پارک سوار) شهید محلاتی
- خط ۲۹۷ میدان شهدای هفتم تیر به پایانه شهید افشار (واقع در پارک وی) از مسیر بزرگراه مدرس
- خط ۳۰۷ میدان شهدای هفتم تیر به میدان صنعت
- خط ۳۵۵ میدان شهدای هفتم تیر به پایانه آزادی
- خط ۳۵۹ میدان شهدای هفتم تیر به میدان راه‌آهن
- خط ۳۷۱ میدان شهدای هفتم تیر به پایانه متروی صادقیه

خطوط عبوری از این میدان عبارتند از:
- خط ۲۶۷ پایانه بیهقی به میدان انقلاب
- خط ۳۰۴ سیدخندان به پایانه امام خمینی
- خط ۳۱۴ خیابان معلم به میدان ولیعصر[۳]

## مکانهای مهم واقع در میدان
مسجد الجواد تهران در ضلع شرقی این میدان قرار دارد. این مسجد علاوه بر کاربری مذهبی خود، با داشتن کتابخانه، بار بخش فرهنگی را نیز به دوش می‌کشد. علت شهرت مسجد الجواد به غیر از بعد عملکردی آن، به دلیل معماری خاص آن است. بیمارستان مادر تهران در جنوب شرقی این میدان واقع شده‌است. شعبه‌های شرکت گاز و بنیاد شهید در این میدان قرار دارند.

## تراکم جمعیت و بافت محله
به دلیل دسترسی‌های مناسب محله هفت تیر نسبت به سایر مناطق اطرافش رشد جمعیت در این منطقه همچنان رو به افزایش است و روز به روز بر متقاضیان سکونت در این محله افزوده می‌شود. به‌طور عمده بافت این محدوده ترکیبی از کاربری‌های مسکونی و تجاری است اما در برخی موارد پذیرای کاربری‌های خدماتی و فرهنگی و نیز ورزشی می‌باشد. از جمله مشهورترین کاربری‌های خدماتی می‌توان به هتل مروارید واقع در ضلع غربی میدان اشاره نمود. از نظر تجاری هفت تیر بورس مانتو تهران است. به‌طور کلی این محله در پاسخ گویی به نیازهای ساکنین خود موفق عمل کرده‌است.

## دسترسی‌ها و خیابانهای مهم
این محله از لحاظ دسترسی بهترین امتیاز را به خود اختصاص خواهد داد، زیرا به دلیل وجود ایستگاه مترو، تاکسی‌ها و اتوبوس‌ها و عدم وجود ترافیک، تردد را به راحت‌ترین شکل برای مراجعه کنندگان ممکن ساخته است. از اصلیترین خیابانهای همجوار آن میتوان به خیابان دکتر مفتح، بهارشیراز و کریمخان زند اشاره کرد. پیوند این محله با اتوبان مدرس یکی از نکات مثبت جهت رفع گره ترافیکی این محدوده است.